# Neil Covone
Neil Covone (né le 31 août 1969 à Hialeah en Floride) est un joueur de soccer international américain qui évoluait au poste de milieu de terrain.
Il devient ensuite avocat.

## Biographie

### Carrière dans le football

#### Carrière en club
Neil Covone joue en faveur des Wake Forest Demon Deacons, puis des Fort Lauderdale Strikers.

#### Carrière en sélection
Avec les moins de 16 ans, il participe à la Coupe du monde des moins de 16 ans 1985 organisée en Chine. Il joue trois matchs lors de cette compétition.
Il dispute ensuite avec les moins de 20 ans, la Coupe du monde des moins de 20 ans 1989 qui se déroule en Arabie saoudite. Lors de cette compétition, il joue six matchs. Les États-Unis se classent quatrième du tournoi, en étant battus par le Brésil lors de l'ultime match.
Neil Covone reçoit cinq sélections en équipe des États-Unis, sans inscrire de but, entre 1988 et 1990.
Il participe avec l'équipe des États-Unis à la Coupe du monde de 1990. Lors du mondial organisé en Italie, il ne joue aucun match.